# Bundespolizei See
Die Bundespolizei See als Teil der Küstenwache des Bundes ist die maritime Komponente der deutschen Bundespolizei. Sie ist für den grenzpolizeilichen Schutz des deutschen Staatsgebietes an den Seegrenzen der Nord- und Ostsee zuständig.
Sie untersteht der Bundespolizeidirektion Bad Bramstedt als ausgegliederter Direktionsbereich Bundespolizei See mit Sitz in Neustadt (Holstein) und den drei Bundespolizeiinspektionen See in Neustadt, Warnemünde und Cuxhaven. Am Standort Neustadt befindet sich außerdem das Maritime Schulungs- und Trainingszentrum (MaST).

## Geschichte
Vorläufer der Bundespolizei See war der Bundesgrenzschutz (See), der 1964 aufgestellt wurde. Am 10. August 1964 nahmen die ersten  „Grenzjäger zur See“ in Neustadt in Holstein ihren Dienst auf. Dieser Bundesgrenzschutz (See) ist zu unterscheiden vom Seegrenzschutz, der von 1951 bis 1956 bestand und anschließend in die Bundesmarine überführt worden war. Die Übernahme von acht neuen Booten der Neustadt-Klasse beendete 1970/71 die erste Aufbauphase des Verbandes, dessen Einsatzschwerpunkt bis zur deutschen Wiedervereinigung die Seegrenze zur damaligen DDR bildete.
Bei einer Reform des Bundesgrenzschutzes erfolgte die 1992 die Auflösung des bis dahin bestehenden Grenzschutzkommandos Küste, am 1. April 1992 entstand das Grenzschutzpräsidium Nord, das in der Folge für den Bundesgrenzschutz (See) zuständig war.
Seit Juli 1994 ist der Bundesgrenzschutz (See) formell Teil der Küstenwache des Bundes, einem Koordinierungsverbund der Vollzugskräfte des Bundes auf See, zu dem auch die Kontrolleinheit See des Zolls, die Außenstellen Kiel und Aurich der Generaldirektion Wasserstraßen und Schifffahrt (GDWS)  und der Fischereischutz der BLE gehören. 2005 erfolgte die Umbenennung in Bundespolizei See. Seit 1. Januar 2007 ist die Bundespolizei See Mitglied des Gemeinsamen Lagezentrums See (GLZ-See) des maritimen Sicherheitszentrums (MSZ) in Cuxhaven, in dem die operativen Einheiten des Bundes und der deutschen Küstenländer in der Struktur eines „optimierten Netzwerkes“ zusammenarbeiten.
Durch Neuorganisation der Bundespolizei wurde am 1. März 2008 die Bundespolizeidirektion Bad Bramstedt mit dem ausgegliederten Direktionsbereich Bundespolizei See und den drei Bundespolizeiinspektionen See in Neustadt in Holstein|Neustadt, Warnemünde und Cuxhaven eingerichtet.
Die Bundespolizei See unterstützt seit 2016 die griechische Küstenwache bei der Überwachung der Seegrenze zur Türkei.

## Aufgaben
Die Bundespolizei See ist für den grenzpolizeilichen Schutz des deutschen Staatsgebietes an der Seegrenze der Nord- und Ostsee zuständig. Dazu zählt die Verhinderung der unerlaubten Einreise und die Bekämpfung der Schlepper- und Schleuserkriminalität auf See. Das Einsatzgebiet umfasst 80.000 km² offene See und Küstengebiete, 700 km Seegrenze sowie 400 Sportboot- und Seehäfen
Als Schifffahrtspolizei überwacht und kontrolliert die Bundespolizei See den Seeverkehr auch außerhalb der deutschen Hoheitsgewässer und ermittelt unter anderem bei Verstößen gegen Umweltschutzbestimmungen. Zu den übertragenen Aufgaben zählen auch die Fischereiüberwachung bezüglich der Fischfangquoten, die Überwachung von Unterwasserarbeiten, des Meeresbergbaus und von Forschungsarbeiten im Bereich des deutschen Festlandsockels.

## Schiffe und Personal der Bundespolizei See

Kennzeichnung am Schiffsrumpf der deutschen Küstenwache

Für den Seestreifendienst stehen den dem Direktionsbereich Bundespolizei See mit Sitz in Neustadt (Holstein) nachgeordneten Bundespolizeiinspektionen See in Neustadt, Warnemünde und Cuxhaven sechs Schiffe mit jeweils 14 Mann Besatzung zur Verfügung. Bei einem Gesamtpersonalbestand von insgesamt 620 Mitarbeitern sind über 400 Polizeibeamte in den nachgeordneten Bundespolizeiinspektionen tätig.
Die Schiffe der Bundespolizei See sind wie alle Schiffe der Küstenwache des Bundes optisch einheitlich gekennzeichnet (Schriftzug „Küstenwache“, Schwarz-Rot-Gold-Kennzeichnung am Schiffsrumpf und das Wappen der Küstenwache), die Grundfarbe der Schiffe der Bundespolizei ist wie bei denen des Zolls Blau. Mit der Einführung der Potsdam-Klasse im Frühjahr 2019 wurden drei ältere, zum Teil aus Beständen der ehemaligen Volksmarine der DDR stammende Schiffe stillgelegt und verschrottet (BP 22 Neustrelitz und BP 23 Bad Düben der Sassnitz-Klasse sowie BP 21 Bredstedt). Mit den neuen Schiffen verfügt die Bundespolizei See erstmals seit 20 Jahren wieder über Schiffe mit Decksbewaffnung. Ausgerüstet wurden die drei 86 m langen Schiffe mit einem Schiffsgeschütz MK110 Kaliber 57 Millimeter von BAE Systems. Die kleineren Einheiten führen teilweise neben den normalen Dienstwaffen der Beamten noch zusätzliche Maschinenpistolen und/oder Sturmgewehre mit.
| Klasse                      | Name           | Kennung Rufzeichen | Standorthafen        | Indienststellung | Bild                           |
| Einsatzschiffe              | Einsatzschiffe | Einsatzschiffe     | Einsatzschiffe       | Einsatzschiffe   | Einsatzschiffe                 |
| --------------------------- | -------------- | ------------------ | -------------------- | ---------------- | ------------------------------ |
| Bad Bramstedt (P 66)        | Bad Bramstedt  | BP 24 DBGX         | Neustadt in Holstein | 2002             | Bad Bramstedt                  |
| Bad Bramstedt (P 66)        | Bayreuth       | BP 25 DBGY         | Neustadt in Holstein | 2003             | Bayreuth                       |
| Potsdam (P 86)              | Potsdam        | BP 81 DBBM         | Cuxhaven             | 2019             | Potsdam                        |
| Potsdam (P 86)              | Bamberg        | BP 82 DBBO         | Rostock-Warnemünde   | 2019             | Bamberg (vor Indienststellung) |
| Potsdam (P 86)              | Bad Düben      | BP 83 DBBP         | Cuxhaven             | 2019             | Bad Düben                      |
| Potsdam (P 86)              | Neustadt       | BP 84 DBIF         | Neustadt in Holstein | 2023             |                                |
| Kontroll- und Streifenboote |                |                    |                      |                  |                                |
| Prignitz (P 21)             | Prignitz       | BP 61 DBGQ         | Rostock-Warnemünde   | 2006             | BP 61 „Prignitz“               |
| Prignitz (P 21)             | Uckermark      | BP 62 DBGR         | Stralsund            | 2007             | BP 62 „Uckermark“              |
| Prignitz (P 21)             | Altmark        | BP 63 DBGS         | Neustadt in Holstein | 2007             |                                |
| Prignitz (P 21)             | Börde          | BP 64 DBGT         | Lubmin               | 2008             | BP 64 „Börde“                  |
| Prignitz (P 21)             | Rhön 2         | BP 65 DBGU         | Eckernförde          | 2008             |                                |
| Schulschiff                 |                |                    |                      |                  |                                |
| Bad Bramstedt (P 66)        | Eschwege       | BP 26 DBGZ         | Neustadt in Holstein | 2003             | Eschwege                       |

Neben den genannten Schiffen und Booten stehen noch verschiedene kleinere Kontrollboote zur Verfügung.
Die Seestreifen werden zudem zur Überwachung des Seegebietes durch seeflugtaugliche Hubschrauber der Bundespolizei-Fliegerstaffel Fuhlendorf (Holstein) unterstützt.